# Газиз (Кугарчинский район)
Газиз (баш. Ғәзиз) — деревня в Кугарчинском районе Республики Башкортостан Российской Федерации. Входит в состав Ибраевского сельсовета. 

## География

### Географическое положение
Расстояние до:
- районного центра (Мраково): 14 км,
- центра сельсовета (Ибраево): 8 км,
- ближайшей ж/д станции (Мелеуз): 55 км.

## История
В 1997 году поселок База заготскота преобразован в деревню Газиз (Закон от 24 июля 1997 года № 109-З «О переименовании поселка База заготскота Ибраевского сельсовета Кугарчинского района Республики Башкортостан» (публикация: «Советская Башкирия», № 156 (23884), 09.08.97, «Ведомости Государственного Собрания, Президента и Кабинета Министров Республики Башкортостан», 1998, № 1, ст. 6)).

## Население
| 2002 | 2009 | 2010 |
| ---- | ---- | ---- |
| 114  | ↗123 | ↘74  |

Национальный состав
Согласно переписи 2002 года, преобладающая национальность — башкиры (80 %).